# Ilha Mandijituba (Baía da Babitonga)
A Ilha Mandigituba está situada na baía de Babitonga, no litoral sul brasileiro, ao norte do Estado de Santa Catarina.